# Lotte Salling
Lotte Salling (født 1964) er en dansk børne- og fagbogsforfatter. Hun er uddannet bevægelsespædagog og arbejder i dag med børn og sprogindlæring. Hun har udgivet en række børnerimsbøger samt bøger om sprogstimulering af børn.

## Bibliographi
- Trolderim
- Mit stamtræ
- Hvad brugte vi ilden til ?
- Gud, Thor og oldemor – og de andre oppe i himlen
- Peter Puslespil
- Sørøver Søren og andre alfabetrim
- Tyve Trætte Trolde
- En Hest i Rom
- Grummerim
- Slotsmusene
- Skøre Line
- Bager Basse og andre børnerim
- Fies Far
- 1. b
- 1. b i byen
- Vilfred og verdens værste vikinger
- Aktive eventyr